# A Million Little Fibers
A Million Little Fibers is de vijfde aflevering van het tiende seizoen van South Park. De titel en een groot deel van de verhaallijn zijn een persiflage van het boek A Million Little Pieces van James Frey.

## Verhaal
Towelie heeft voor de zoveelste keer zijn baan verloren, omdat hij wiet rookte tijdens het werk. Hij besluit om geen nieuwe baan te zoeken, maar in plaats daarvan zijn memoires te schrijven. A Million Little Fibers vertelt over het leven van Towelie als high tech-handdoek ontworpen door de Amerikaanse veiligheidsdienst. Wanneer hij het boek aan een uitgever voorlegt, geeft deze aan dat lezers zich niet kunnen identificeren met het verhaal van een handdoek en dat hij daarom niet bereid is het boek te publiceren. Hierop besluit Towelie een plaksnor op te doen en het manuscript aan te passen zodat het over een mens gaat. Onder de schuilnaam Steven McTowelie wordt het boek nu wel uitgegeven. Nadat Towelie het boek mag komen aanprijzen in de Oprah Winfrey Show wordt het boek bovendien een bestseller.
Oprah's vagina en anus (Minge en Gary) zijn ontevreden dat Oprah het tegenwoordig zo druk heeft dat ze nooit meer aandacht aan hen besteedt. Ze besluiten een plan te bedenken om Oprah ontslagen te krijgen. Minge beseft dat Steven McTowelie eigenlijk een handdoek is en hij belt stiekem met onderzoeksjournalist Geraldo Riviera om het schandaal te onthullen. Hij is ervan overtuigd dat Oprah ontslagen zal worden als blijkt dat ze het boek van een fraudeur aangeprezen heeft. Tijdens een interview bij Larry King onthuld Geraldo dat Steven McTowelie een handdoek is en het boek dus verzonnen is.
Towelie staat onder druk en boze lezers willen hem van kant maken. Oprah Winfrey besluit Towelie wederom uit te nodigen in haar show. Vooraf vertelt ze hem dat ze hem de kans wil geven zijn verhaal te vertellen. Tijdens de uitzending beschuldigt ze Towelie echter van fraude en jut ze het publiek op om Towelie aan te vallen. Hierdoor verschuift de publieke opinie en ziet iedereen Towelie als de slechterik en is Oprahs baan dus niet meer in gevaar. Minge besluit hierop over te gaan op plan B: hij scheurt uit de voorkant van Oprahs broek met een pistool en gijzelt een groep mensen. Wanneer een politieagent dichterbij probeert te komen schiet hij deze in zijn schouder.
Towelie kan door zijn platte lichaam onder de deur door kruipen en het lukt hem de gegijzelden via een achterdeur in veiligheid te brengen. Zowel Gary als Minge worden dodelijk getroffen door de verzamelde politie en Towelie wordt gezien als een held.

## Reacties
Trey Parker en Matt Stone, makers van South Park, hebben meerdere keren aangegeven dat A Million Little Fibers een van hun minst favoriete afleveringen is. Ze omschreven zelf de aflevering als een hoed boven op een andere hoed om aan te geven dat een absurd verhaal boven op een ander absurd verhaal te veel van het goede is. Naar eigen zeggen was het beter geweest als ze de twee verhaallijnen in deze aflevering gesplitst hadden in twee aparte afleveringen.
Eric Goldman van IGN was ook negatief over de aflevering. Hij gaf een score van 3 uit 10 en was ook van mening dat de twee verhalen beter gesplitst hadden kunnen worden in aparte afleveringen.

## A Million Little Pieces
De verhaallijn en de titel zijn een verwijzing naar de roman A Million Little Pieces van James Frey. Dit boek is in Amerika controversieel omdat door zowel de schrijver als de uitgever beweerd werd dat het een autobiografie was. Later werd echter duidelijk dat het verhaal van de 25-jarige drugsverslaafde en zijn ervaringen in een afkickkliniek nooit had plaats gevonden en het boek grotendeels fictief was. Net als in deze aflevering van South Park werd A Million Little Pieces door Oprah Winfrey aangeprezen waarna het een bestseller werd.

## Trivia
Dit is een van de weinige afleveringen waarin geen van de vier hoofdpersonen in South Park (Stan, Kyle, Cartman of Kenny) te zien is.